# Salzbach-Mittellauf mit Bewerbach
Koordinaten: 51° 37′ 6″ N, 7° 56′ 18″ O

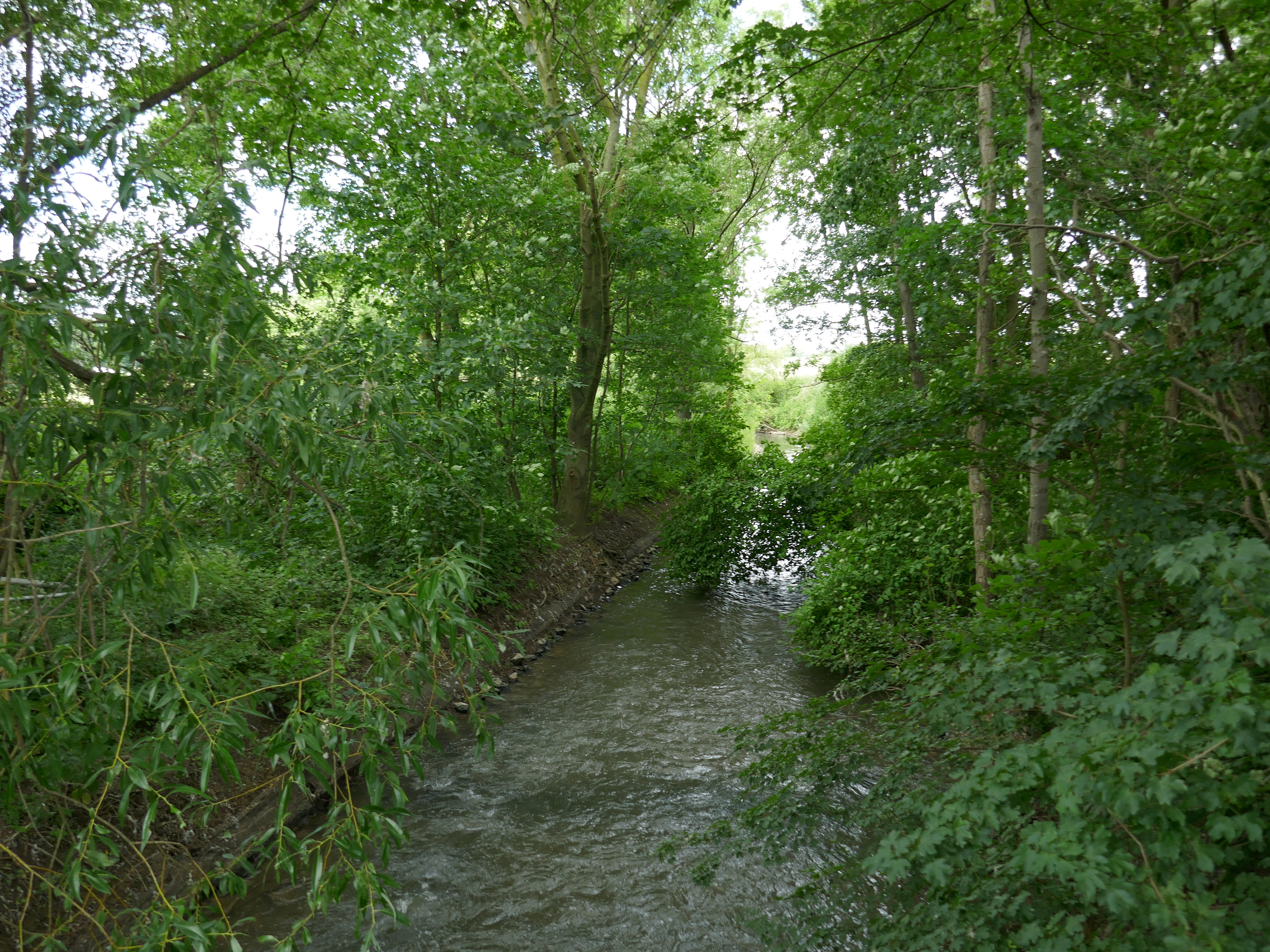
Salzbach

Das Naturschutzgebiet Salzbach-Mittellauf mit Bewerbach liegt auf dem Gebiet der Gemeinde Welver im Kreis Soest in Nordrhein-Westfalen.
Das aus neun Teilflächen bestehende Gebiet erstreckt sich westlich des Kernortes Welver entlang des Salzbaches und des Bewerbaches.

## Bedeutung
Das etwa 63,0 ha große Gebiet wurde im Jahr 2013 unter der Schlüsselnummer SO-096 unter Naturschutz gestellt. Schutzziele sind der Erhalt und die Optimierung „einer grünlandreichen Niederung mit teilweise stark mäandrierendem Fließgewässerverlauf in der ansonsten weitgehend strukturarmen und intensiv ackerbaulich genutzten Hellwegbörde“.